# 보르하 바스톤
보르하 곤살레스 토마스(스페인어: Borja González Tomás, 1992년 8월 25일 ~ )는 흔히 보르하(Borja) 또는 바스톤(Bastón)으로 불리는 오비에도에서 활약하고 있는 스페인의 축구 선수이다.
바스톤은 아틀레티코 마드리드 유소년팀 출신이며, 2010년 5월 15일 헤타페 CF와의 2009-10 시즌 라리가 마지막 라운드에서 아틀레티코 마드리드 소속으로 1군 데뷔전을 치렀다. 이후 무릎 부상을 당하였다.
부상 복귀 이후 팀 경쟁에서 밀려난 바스톤은 2011년부터 2016년까지 무르시아, 우에스카, 데포르티보 라코루냐, 사라고사, 에이바르로 임대를 떠났다. 데포르티보 라코루냐와 사라고사에서 뛰어난 활약을 펼치며 세군다 디비시온에서의 핵심 선수로 자리매김하게 되었고, 그가 임대되었던 첫번째 라리가 팀인 에이바르에서는 리그 36경기 출장 18골을 넣으며 좋은 활약을 펼쳤다.
2016년 8월 11일, 바스톤은 아틀레티코 마드리드와 이별하고 스완지 시티와 4년 계약을 맺는다. 같은 해 9월 18일, 사우샘프턴과의 경기에서 잭 코크와 교체되면서 프리미어리그 데뷔전을 치렀다.,
바스톤은 스페인 청소년 대표팀에서 활약했으며, 2009년 FIFA U-17 월드컵에서 최다 득점을 기록하였다. 그의 아버지 미겔 바스톤 역시 축구 선수였다.

## 수상

### 국가대표
스페인 U-19
- UEFA U-19 축구 선수권 대회: 2011

스페인 U-17
- FIFA U-17 월드컵 3위: 2009

### 개인
- FIFA U-17 월드컵: 골든 슈 2009
- 라리가 이달의 선수: 2015년 10월[3]